# Тептіївка
Те́птіївка — село в Україні, у Обухівському районі Київської області. Населення становить 345 осіб.

## Історія
Станом на 1885 рік у колишньому власницькому селі Богуславської волості Канівського повіту Київської губернії мешкало 608 осіб, налічувалось 72 дворових господарства, існували 2 постоялих будинки. Кінцем ХІХ століття відкрилась церковно-приходська школа.
За переписом 1897 року кількість мешканців зросла до 1058 осіб (549 чоловічої статі та 509 — жіночої), з яких 1047 — православної віри.

## Відомі люди
Ухарський Федір Валерійович — військовослужбовець Національної гвардії України. Потрапив у засідку біля Дебальцевого. Похований в Тептіївці.